# Amsterdamsche Football Club Ajax 1997-1998
Questa pagina raccoglie i dati riguardanti l'Amsterdamsche Football Club Ajax nelle competizioni ufficiali della stagione 1997-1998.

## Stagione
In questa stagione la dirigenza chiama Morten Olsen per la sostituzione di Louis van Gaal, inoltre arrivano Shota Arveladze che sarà il miglior marcatore stagionale, il veterano Michael Laudrup alla sua ultima stagione da calciatore e Sunday Oliseh; sul fronte delle uscite invece Winston Bogarde e Patrick Kluivert passano al Milan, Eli Louhenapessy va invece all'Udinese; e anche Marc Overmars Márcio Santos cambiano maglia.
L'Ajax partecipa alla Coppa UEFA dove elimina in successione Maribor (travolto 9-1 ad Amsterdam), Udinese grazie alla regola dei gol in trasferta e Bochum prima di arrendersi nei quarti allo Spartak Mosca, che vince entrambe le gare. Va però molto bene sul fronte interno: i Lancieri conquistano il ventisettesimo titolo in campionato con diciassette punti di vantaggio sul PSV secondo e con ben centododici gol segnati. Arriva anche la tredicesima KNVB beker: in finale il PSV viene battuto 5-0, e così il club conquista il double.

## Organigramma societario
Fonte
Area direttiva
- Presidente:  Michael van Praag.

Area tecnica
- Allenatore:  Morten Olsen
- Allenatore in seconda:  Bobby Harms.

## Rosa
| N. |                        | Ruolo | Calciatore             |
| -- | ---------------------- | ----- | ---------------------- |
| 12 | Paesi Bassi (bandiera) | P     | Fred Grim              |
| 30 | Paesi Bassi (bandiera) | P     | Serge van den Ban      |
| 1  | Paesi Bassi (bandiera) | P     | Edwin van der Sar      |
| 16 | Paesi Bassi (bandiera) | D     | Milan Berck Beelenkamp |
| 3  | Paesi Bassi (bandiera) | D     | Danny Blind            |
| 4  | Paesi Bassi (bandiera) | D     | Frank de Boer          |
| 37 | Paesi Bassi (bandiera) | D     | Tim de Cler            |
| 19 | Paesi Bassi (bandiera) | D     | Mario Melchiot         |
| 35 | Ghana (bandiera)       | D     | Kofi Mensah            |
| 5  | Paesi Bassi (bandiera) | D     | Tom Sier               |
| 28 | Paesi Bassi (bandiera) | D     | Arno Splinter          |
| 2  | Danimarca (bandiera)   | D     | Ole Tobiasen           |
| 7  | Nigeria (bandiera)     | C     | Tijjani Babangida      |
| 6  | Paesi Bassi (bandiera) | C     | Ronald de Boer         |
| 38 | Ucraina (bandiera)     | C     | Andrij Demčenko        |
| 20 | Suriname (bandiera)    | C     | Dean Gorré             |

| N. |                        | Ruolo | Calciatore         |
| -- | ---------------------- | ----- | ------------------ |
| 22 | Paesi Bassi (bandiera) | C     | Peter Hoekstra     |
| 23 | Argentina (bandiera)   | C     | Mariano Juan       |
| 32 | Paesi Bassi (bandiera) | C     | Richard Knopper    |
| 11 | Danimarca (bandiera)   | C     | Michael Laudrup    |
| 10 | Finlandia (bandiera)   | C     | Jari Litmanen      |
| 15 | Nigeria (bandiera)     | C     | Sunday Oliseh      |
| 18 | Polonia (bandiera)     | C     | Andrzej Rudy       |
| 33 | Paesi Bassi (bandiera) | C     | Raphael Supusepa   |
| 34 | Paesi Bassi (bandiera) | C     | Andy van der Meyde |
| 8  | Paesi Bassi (bandiera) | C     | Richard Witschge   |
| 24 | Georgia (bandiera)     | A     | Shota Arveladze    |
| 14 | Portogallo (bandiera)  | A     | Dani               |
| 21 | Costa Rica (bandiera)  | A     | Froylán Ledezma    |
| 17 | Sudafrica (bandiera)   | A     | Benni McCarthy     |
| 9  | Paesi Bassi (bandiera) | A     | Gerald Sibon       |
| 29 | Paesi Bassi (bandiera) | A     | Rody Turpijn       |

## Statistiche

### Statistiche di squadra
| Competizione | Punti | Totale | Totale | Totale | Totale | Totale | Totale |
| Competizione | Punti | G      | V      | N      | P      | Gf     | Gs     |
| ------------ | ----- | ------ | ------ | ------ | ------ | ------ | ------ |
| Eredivisie   | 89    | 34     | 29     | 2      | 3      | 112    | 22     |
| KNVB beker   | -     | 5      | 5      | 0      | 0      | 21     | 1      |
| Coppa UEFA   | -     | 8      | 3      | 2      | 3      | 19     | 12     |
| Totale       |       | 47     | 37     | 4      | 6      | 152    | 35     |

### Statistiche individuali
- Portiere dell'anno
  - Edwin van der Sar